# Корона (Орлицькі гори)
Корона (Орлицькі гори)  (чеськ. Koruna) - гора з висотою 1101 метр на рівнем моря, яка розташована в межах регіонального ландшафтного парку Орлицькі гори. Вживається також назва Орел. Є другою найвищою горою в масиві Орлицьких гір після Великої Дештни (чеськ. Velká Deštná) (1115 м). Незважаючи на це, гора є маловідомим місцем серед туристів, оскільки через вершину не пролягають туристичні маршрути. Підйом на вершину можливий від перехрестя Під Гомолі вздовж південно-східного схилу Корони .
Основними породами є кристалічні сланці , рідше кварцити та кристалічні вапняки .